# Климат Калининграда
Кли́мат Калинингра́да — умеренный морской с мягкой, изменчивой зимой и относительно прохладным летом. Среднегодовая температура — 8,3 °C. Среднегодовое количество осадков — 815,2 мм.

## Общая характеристика
Калининград расположен на берегу Балтийского моря. Благодаря влиянию Гольфстрима зима значительно теплее, чем в материковых районах Евразии. Лето сравнительно прохладное. Наиболее тёплый месяц года — июль, наиболее холодный — январь. Преобладает облачная и пасмурная погода. Среднее количество ясных дней в году — 31, облачных — 188, пасмурных — 146 при общей облачности, и 98, 192 и 175 при нижней облачности соответственно.

### Температура воздуха
Среднегодовая температура воздуха в Калининграде, по данным наблюдений 1991—2020 годов, составляет +8,3 °C. Самый холодный месяц в городе — январь со среднемесячной температурой −1,2 °C. Самый тёплый месяц — июль со среднемесячной температурой +18,5 °C. Сравнительно небольшая амплитуда среднемесячных температур января и июля (19,7 °C) характеризует умеренность калининградского климата. Самая высокая температура, отмеченная в Калининграде за весь период наблюдений, +36,5 °C (10 августа 1992 года), а самая низкая −33,3 °C (1 февраля 1956 года).
| Показатель                    | Янв.  | Фев.  | Март  | Апр. | Май  | Июнь | Июль | Авг. | Сен. | Окт.  | Нояб. | Дек.  | Год   |
| ----------------------------- | ----- | ----- | ----- | ---- | ---- | ---- | ---- | ---- | ---- | ----- | ----- | ----- | ----- |
| Абсолютный максимум, °C       | 14,9  | 16,9  | 23,0  | 28,5 | 30,6 | 34,0 | 36,3 | 36,5 | 33,8 | 26,4  | 19,4  | 13,3  | 36,5  |
| Средний суточный максимум, °C | 1,1   | 2,1   | 6,1   | 13,1 | 18,2 | 21,3 | 23,5 | 23,3 | 18,4 | 12,2  | 6,2   | 2,6   | 12,3  |
| Средняя температура, °C       | −1,2  | −0,6  | 2,4   | 7,9  | 12,7 | 16,1 | 18,5 | 18,1 | 13,5 | 8,4   | 3,9   | 0,4   | 8,3   |
| Средний суточный минимум, °C  | −3,5  | −3    | −0,8  | 3,4  | 7,5  | 11,3 | 13,9 | 13,3 | 9,4  | 5,2   | 1,7   | −1,8  | 4,7   |
| Абсолютный минимум, °C        | −32,2 | −33,3 | −21,7 | −5,8 | −3,1 | 0,7  | 4,5  | 1,6  | −2   | −11,1 | −18,7 | −25,6 | −33,3 |
| Норма осадков, мм             | 68    | 54    | 49    | 38   | 52   | 69   | 91   | 91   | 73   | 86    | 76    | 70    | 815,2 |
| Источник: Погода и климат     |       |       |       |      |      |      |      |      |      |       |       |       |       |

| Показатель                                                            | Янв.  | Фев.  | Март  | Апр. | Май  | Июнь | Июль | Авг. | Сен. | Окт. | Нояб. | Дек.  | Год   |
| --------------------------------------------------------------------- | ----- | ----- | ----- | ---- | ---- | ---- | ---- | ---- | ---- | ---- | ----- | ----- | ----- |
| Абсолютный максимум, °C                                               | 9,4   | 10,6  | 21,0  | 28,5 | 30,4 | 33,5 | 34,3 | 35,5 | 33,8 | 22,9 | 16,6  | 11,9  | 35,5  |
| Средний суточный максимум, °C                                         | −0,5  | 1,1   | 6,2   | 13,5 | 18,9 | 21,3 | 23,8 | 23,5 | 18,9 | 11,9 | 6,8   | 2,6   | 12,3  |
| Средняя температура, °C                                               | −2,3  | −1,4  | 2,9   | 8,5  | 13,4 | 16,4 | 19,1 | 18,5 | 14,4 | 8,3  | 4,9   | 0,8   | 8,6   |
| Средний суточный минимум, °C                                          | −4,2  | −3,9  | −0,5  | 3,6  | 8,0  | 11,5 | 14,4 | 13,4 | 9,9  | 4,9  | 3,1   | −1    | 4,9   |
| Абсолютный минимум, °C                                                | −20,6 | −24,7 | −14,9 | −5,8 | −2,9 | 4,0  | 7,3  | 6,4  | 1,8  | −4,7 | −11,3 | −18,8 | −24,7 |
| Норма осадков, мм                                                     | 61    | 46    | 42    | 37   | 49   | 58   | 117  | 86   | 76   | 87   | 80    | 80    | 820   |
| Источник: weatheronline экстремумы и осадки с Климатического монитора |       |       |       |      |      |      |      |      |      |      |       |       |       |

Погода с устойчивой положительной температурой устанавливается, в среднем, 24 февраля, а с устойчивой средней температурой ниже нуля — 21 декабря.
| Месяц, декада           | Янв I | Янв II | Янв III | Фев I | Фев II | Фев III | Мар I | Мар II | Мар III | Апр I | Апр II | Апр III | Май I | Май II | Май III | Июн I | Июн II | Июн III |
| ----------------------- | ----- | ------ | ------- | ----- | ------ | ------- | ----- | ------ | ------- | ----- | ------ | ------- | ----- | ------ | ------- | ----- | ------ | ------- |
| Абсолютный максимум, °C | 14,9  | 12,7   | 9,5     | 14,5  | 13,5   | 16,9    | 17,3  | 20,1   | 23,0    | 23,7  | 24,7   | 28,5    | 29,0  | 30,6   | 30,6    | 31,8  | 34,0   | 33,5    |
| Средняя температура, °C | −1,3  | −1,5   | −1,6    | −1,6  | −1,2   | −0,4    | 0,5   | 1,8    | 3,5     | 5,4   | 7,3    | 9,2     | 11,0  | 12,6   | 13,8    | 14,6  | 15,5   | 16,5    |
| Абсолютный минимум, °C  | −28,9 | −30,1  | −32,2   | −33,3 | −26,2  | −23,1   | −21,7 | −19,2  | −16,0   | −5,8  | −5,4   | −4,5    | −3,1  | −2,9   | −2,0    | 0,7   | 1,2    | 3,8     |

| Месяц, декада           | Июл I | Июл II | Июл III | Авг I | Авг II | Авг III | Сен I | Сен II | Сен III | Окт I | Окт II | Окт III | Ноя I | Ноя II | Ноя III | Дек I | Дек II | Дек III |
| ----------------------- | ----- | ------ | ------- | ----- | ------ | ------- | ----- | ------ | ------- | ----- | ------ | ------- | ----- | ------ | ------- | ----- | ------ | ------- |
| Абсолютный максимум, °C | 34,0  | 34,7   | 36,3    | 36,5  | 33,8   | 32,5    | 33,8  | 30,8   | 29,4    | 26,4  | 22,9   | 20,0    | 19,4  | 15,0   | 12,9    | 13,3  | 10,8   | 12,2    |
| Средняя температура, °C | 17,5  | 18,2   | 18,6    | 18,5  | 17,8   | 16,6    | 14,8  | 13,1   | 11,5    | 10,1  | 8,5    | 6,8     | 4,9   | 3,2    | 1,8     | 0,6   | −0,4   | −1,0    |
| Абсолютный минимум, °C  | 4,5   | 6,5    | 4,8     | 6,0   | 5,9    | 1,6     | -0,1  | 0,1    | −2,0    | −4,6  | −5,2   | −11,1   | −10,9 | −14,8  | −18,7   | −20,6 | −24,8  | −25,6   |

### Осадки, относительная влажность воздуха и облачность
Среднегодовая сумма осадков в Калининграде —  815,2 мм. Но количество выпадающих осадков существенно превышает испарение влаги, что обуславливает повышенное увлажнение. Влажность воздуха в Калининграде всегда высокая. В среднем за год составляет около 79 %, летом — 74—77%, а зимой — 83—87 %.
| Относительная влажность воздуха | Относительная влажность воздуха | Относительная влажность воздуха | Относительная влажность воздуха | Относительная влажность воздуха | Относительная влажность воздуха | Относительная влажность воздуха | Относительная влажность воздуха | Относительная влажность воздуха | Относительная влажность воздуха | Относительная влажность воздуха | Относительная влажность воздуха | Относительная влажность воздуха | Относительная влажность воздуха |
| Месяц                           | Янв                             | Фев                             | Мар                             | Апр                             | Май                             | Июн                             | Июл                             | Авг                             | Сен                             | Окт                             | Ноя                             | Дек                             | Год                             |
| Влажность воздуха, %            | 85                              | 83                              | 78                              | 73                              | 71                              | 74                              | 75                              | 77                              | 81                              | 83                              | 86                              | 87                              | 79                              |
| ------------------------------- | ------------------------------- | ------------------------------- | ------------------------------- | ------------------------------- | ------------------------------- | ------------------------------- | ------------------------------- | ------------------------------- | ------------------------------- | ------------------------------- | ------------------------------- | ------------------------------- | ------------------------------- |

Большая часть атмосферных осадков выпадает с сентября по февраль, максимум их приходится на декабрь, а минимум — на май. В течение года среднее количество дней с осадками — около 205 (от 12 дней в мае до 22 дней в декабре и январе). Самым дождливым месяцем был август 1912 года, когда выпало 250 мм осадков (при норме 84 мм). Самым засушливым месяцем был март 2022 года, когда в Калининграде выпало 0,4 мм осадков.
Нижняя облачность составляет 4,7 балла, общая облачность — 6,7 балла.
| Облачность                | Облачность | Облачность | Облачность | Облачность | Облачность | Облачность | Облачность | Облачность | Облачность | Облачность | Облачность | Облачность | Облачность |
| Месяц                     | Янв        | Фев        | Мар        | Апр        | Май        | Июн        | Июл        | Авг        | Сен        | Окт        | Ноя        | Дек        | Год        |
| Общая облачность, баллов  | 7,9        | 7,7        | 6,8        | 6,0        | 5,6        | 6,3        | 5,9        | 5,7        | 6,1        | 6,7        | 8,0        | 8,1        | 6,7        |
| Нижняя облачность, баллов | 6,5        | 6,0        | 4,9        | 3,7        | 3,1        | 3,8        | 3,4        | 3,3        | 4,0        | 4,7        | 6,5        | 6,9        | 4,7        |
| ------------------------- | ---------- | ---------- | ---------- | ---------- | ---------- | ---------- | ---------- | ---------- | ---------- | ---------- | ---------- | ---------- | ---------- |

| Число ясных, облачных и пасмурных дней при учёте общей облачности | Число ясных, облачных и пасмурных дней при учёте общей облачности | Число ясных, облачных и пасмурных дней при учёте общей облачности | Число ясных, облачных и пасмурных дней при учёте общей облачности | Число ясных, облачных и пасмурных дней при учёте общей облачности | Число ясных, облачных и пасмурных дней при учёте общей облачности | Число ясных, облачных и пасмурных дней при учёте общей облачности | Число ясных, облачных и пасмурных дней при учёте общей облачности | Число ясных, облачных и пасмурных дней при учёте общей облачности | Число ясных, облачных и пасмурных дней при учёте общей облачности | Число ясных, облачных и пасмурных дней при учёте общей облачности | Число ясных, облачных и пасмурных дней при учёте общей облачности | Число ясных, облачных и пасмурных дней при учёте общей облачности | Число ясных, облачных и пасмурных дней при учёте общей облачности |
| Месяц                                                             | Янв                                                               | Фев                                                               | Мар                                                               | Апр                                                               | Май                                                               | Июн                                                               | Июл                                                               | Авг                                                               | Сен                                                               | Окт                                                               | Ноя                                                               | Дек                                                               | Год                                                               |
| Ясных дней                                                        | 1                                                                 | 2                                                                 | 3                                                                 | 4                                                                 | 4                                                                 | 3                                                                 | 3                                                                 | 3                                                                 | 3                                                                 | 3                                                                 | 1                                                                 | 1                                                                 | 31                                                                |
| Облачных дней                                                     | 10                                                                | 10                                                                | 16                                                                | 17                                                                | 19                                                                | 18                                                                | 20                                                                | 22                                                                | 19                                                                | 16                                                                | 11                                                                | 10                                                                | 188                                                               |
| Пасмурных дней                                                    | 20                                                                | 16                                                                | 12                                                                | 9                                                                 | 8                                                                 | 9                                                                 | 8                                                                 | 6                                                                 | 8                                                                 | 12                                                                | 18                                                                | 20                                                                | 146                                                               |
| ----------------------------------------------------------------- | ----------------------------------------------------------------- | ----------------------------------------------------------------- | ----------------------------------------------------------------- | ----------------------------------------------------------------- | ----------------------------------------------------------------- | ----------------------------------------------------------------- | ----------------------------------------------------------------- | ----------------------------------------------------------------- | ----------------------------------------------------------------- | ----------------------------------------------------------------- | ----------------------------------------------------------------- | ----------------------------------------------------------------- | ----------------------------------------------------------------- |

| Число ясных, облачных и пасмурных дней при учёте нижней облачности | Число ясных, облачных и пасмурных дней при учёте нижней облачности | Число ясных, облачных и пасмурных дней при учёте нижней облачности | Число ясных, облачных и пасмурных дней при учёте нижней облачности | Число ясных, облачных и пасмурных дней при учёте нижней облачности | Число ясных, облачных и пасмурных дней при учёте нижней облачности | Число ясных, облачных и пасмурных дней при учёте нижней облачности | Число ясных, облачных и пасмурных дней при учёте нижней облачности | Число ясных, облачных и пасмурных дней при учёте нижней облачности | Число ясных, облачных и пасмурных дней при учёте нижней облачности | Число ясных, облачных и пасмурных дней при учёте нижней облачности | Число ясных, облачных и пасмурных дней при учёте нижней облачности | Число ясных, облачных и пасмурных дней при учёте нижней облачности | Число ясных, облачных и пасмурных дней при учёте нижней облачности |
| Месяц                                                              | Янв                                                                | Фев                                                                | Мар                                                                | Апр                                                                | Май                                                                | Июн                                                                | Июл                                                                | Авг                                                                | Сен                                                                | Окт                                                                | Ноя                                                                | Дек                                                                | Год                                                                |
| Ясных дней                                                         | 4                                                                  | 5                                                                  | 8                                                                  | 11                                                                 | 14                                                                 | 10                                                                 | 12                                                                 | 11                                                                 | 9                                                                  | 8                                                                  | 3                                                                  | 3                                                                  | 98                                                                 |
| Облачных дней                                                      | 14                                                                 | 14                                                                 | 16                                                                 | 15                                                                 | 15                                                                 | 17                                                                 | 17                                                                 | 18                                                                 | 18                                                                 | 18                                                                 | 16                                                                 | 14                                                                 | 192                                                                |
| Пасмурных дней                                                     | 13                                                                 | 9                                                                  | 7                                                                  | 4                                                                  | 3                                                                  | 2                                                                  | 2                                                                  | 2                                                                  | 3                                                                  | 5                                                                  | 11                                                                 | 14                                                                 | 75                                                                 |
| ------------------------------------------------------------------ | ------------------------------------------------------------------ | ------------------------------------------------------------------ | ------------------------------------------------------------------ | ------------------------------------------------------------------ | ------------------------------------------------------------------ | ------------------------------------------------------------------ | ------------------------------------------------------------------ | ------------------------------------------------------------------ | ------------------------------------------------------------------ | ------------------------------------------------------------------ | ------------------------------------------------------------------ | ------------------------------------------------------------------ | ------------------------------------------------------------------ |

### Скорость ветра
Средняя скорость ветра в городе — 2,2 м/с. В среднем в году бывает 8 дней со штилем.
| Скорость ветра      | Скорость ветра | Скорость ветра | Скорость ветра | Скорость ветра | Скорость ветра | Скорость ветра | Скорость ветра | Скорость ветра | Скорость ветра | Скорость ветра | Скорость ветра | Скорость ветра | Скорость ветра |
| Месяц               | Янв            | Фев            | Мар            | Апр            | Май            | Июн            | Июл            | Авг            | Сен            | Окт            | Ноя            | Дек            | Год            |
| Скорость ветра, м/с | 2.7            | 2.5            | 2.5            | 2.3            | 2.0            | 2.0            | 1.8            | 1.7            | 1.8            | 2.1            | 2.3            | 2.4            | 2.2            |
| ------------------- | -------------- | -------------- | -------------- | -------------- | -------------- | -------------- | -------------- | -------------- | -------------- | -------------- | -------------- | -------------- | -------------- |

### Атмосферные явления
| Число дней с различными явлениями | Число дней с различными явлениями | Число дней с различными явлениями | Число дней с различными явлениями | Число дней с различными явлениями | Число дней с различными явлениями | Число дней с различными явлениями | Число дней с различными явлениями | Число дней с различными явлениями | Число дней с различными явлениями | Число дней с различными явлениями | Число дней с различными явлениями | Число дней с различными явлениями | Число дней с различными явлениями |
| Месяц                             | Янв                               | Фев                               | Мар                               | Апр                               | Май                               | Июн                               | Июл                               | Авг                               | Сен                               | Окт                               | Ноя                               | Дек                               | Год                               |
| Дождь                             | 14                                | 13                                | 14                                | 14                                | 14                                | 16                                | 15                                | 16                                | 17                                | 18                                | 18                                | 16                                | 185                               |
| Снег                              | 15                                | 15                                | 10                                | 3                                 | 0,1                               | 0                                 | 0                                 | 0                                 | 0                                 | 1                                 | 7                                 | 13                                | 64                                |
| Туман                             | 2                                 | 2                                 | 2                                 | 2                                 | 2                                 | 2                                 | 3                                 | 5                                 | 6                                 | 4                                 | 3                                 | 2                                 | 35                                |
| Гроза                             | 0                                 | 0,1                               | 0,2                               | 1                                 | 3                                 | 4                                 | 4                                 | 4                                 | 1                                 | 0                                 | 0,2                               | 0,1                               | 18                                |
| Роса                              | 0                                 | 0,1                               | 0,7                               | 7                                 | 19                                | 18                                | 20                                | 21                                | 17                                | 11                                | 2                                 | 0                                 | 116                               |
| Иней                              | 9                                 | 8                                 | 11                                | 7                                 | 2                                 | 0,1                               | 0                                 | 0                                 | 0,9                               | 4                                 | 6                                 | 7                                 | 55                                |
| Метель                            | 2                                 | 1                                 | 0,3                               | 0,1                               | 0                                 | 0                                 | 0                                 | 0                                 | 0                                 | 0                                 | 0,2                               | 1                                 | 5                                 |
| Позёмок                           | 1                                 | 0,9                               | 0,2                               | 0                                 | 0                                 | 0                                 | 0                                 | 0                                 | 0                                 | 0                                 | 0,1                               | 0,4                               | 3                                 |
| Гололёд                           | 1                                 | 0,7                               | 0,3                               | 0,06                              | 0                                 | 0                                 | 0                                 | 0                                 | 0                                 | 0,03                              | 0,2                               | 1                                 | 3                                 |
| Изморозь                          | 2                                 | 1                                 | 0,4                               | 0,1                               | 0                                 | 0                                 | 0                                 | 0                                 | 0                                 | 0,1                               | 0,3                               | 2                                 | 6                                 |
| --------------------------------- | --------------------------------- | --------------------------------- | --------------------------------- | --------------------------------- | --------------------------------- | --------------------------------- | --------------------------------- | --------------------------------- | --------------------------------- | --------------------------------- | --------------------------------- | --------------------------------- | --------------------------------- |

## Характеристика сезонов года

### Зима
Среднесуточная температура падает ниже 0 °C в среднем 21 декабря, после чего в Калининграде наступает климатическая зима. Снежный покров устанавливается во второй половине декабря или в январе. Погода зимой, как правило, неустойчивая, пасмурная, с регулярными оттепелями, поэтому снежный покров может за зиму устанавливаться и сходить несколько раз. Последний зимний день приходится в среднем многолетнем на 24 февраля, то есть зима длится чуть больше 2 месяцев, хотя в годы с тёплыми зимами этот период бывает значительно короче, с суровыми — несколько продолжительнее.
Характер зимы в Калининграде значительным образом зависит от циклонической деятельности в Атлантике и наличием блокирующих антициклонов в европейском регионе, то есть, в той или иной степени, от зональной и меридиональной составляющей циркуляции зимой в Прибалтике.

### Весна
Весна наступает в среднем 24 февраля, когда среднесуточная температура начинает превышать 0 °C. Температура растёт медленнее, чем в более континентальных районах: сказывается влияние охлаждённых за зиму крупных водоёмов. Среднесуточная температура выше +5 °C устанавливается в среднем 1 апреля и достигает +10 °C 27 апреля. Атмосферное давление весной наибольшее, и циклоны редки, поэтому погода сравнительно устойчивая. Число дней с осадками меньше, чем в другие периоды года, по сравнению с зимой меньше облачность (12 дней с ясной погодой), ниже относительная влажность воздуха (78 % в марте, 72 % в апреле и 71 % в мае). Однако нередко бывают возвраты холода, которые могут стать причиной снегопадов в апреле. В апреле, однако, снег выпадает не каждый год и, как правило, быстро тает. Самый поздний заморозок был отмечен 27 мая 1951 года. В первой половине июня Калининград оказывается в области пониженного давления, и к нему с запада поступает атлантический воздух, приносящий облачную или пасмурную погоду.

### Лето
Лето наступает в среднем 4 июня. Погода становится более ясной, а воздух более тёплым (среднесуточная температура превышает +15 °C). В июле—августе среднесуточная температура воздуха довольно устойчива и колеблется в пределах 16—20 °C. Летом в отдельные дни при вторжении тропических масс с юга отмечаются температуры до +30 °C и выше, но все максимумы выше +35 °С ложатся на относительно небольшой временной отрезок — 29 июля — 10 августа. Во второй половине лета циклоны бывают чаще и сильнее. Такая погода преобладает в годы с сильной циклонической активностью.

### Осень
Осень наступает в среднем 8 сентября. Первые заморозки в воздухе обычно бывают в середине ноября, самый ранний заморозок отмечен 7 сентября 2022 года. На почве заморозки наступают раньше. В первой половине сентября наблюдается тёплая и относительно сухая погода; среднесуточная температура обычно выше +10 °C. Со второй половины октября  усиливается циклоническая деятельность, постепенно пасмурная, сырая и ветреная погода с моросящими дождями становится преобладающей; увеличивается облачность и относительная влажность (81—86 %), возрастает скорость ветра. Среднесуточная температура опускается ниже +10 °C в среднем 7 октября и ниже +5 °C 8 ноября.
В конце сентября — начале октября бывает возврат тепла: на сравнительно короткое время устанавливается солнечная, тёплая и сухая погода — «бабье лето». Осень заканчивается 21 декабря, когда среднесуточная температура падает ниже 0 °C.

## Изменение климата
В Калининграде наблюдается рост среднегодовой температуры. В конце XX века — начале XXI века значительно теплее стал январь, заметно выросла средняя температура февраля, марта, апреля, мая, июля, августа и декабря.
Характерно, что почти все абсолютные минимумы температуры (кроме одного) в Калининграде по месяцам были зарегистрированы в XX веке, в то время как на начало XXI столетия приходится 6 максимумов температуры (один из них, июнь 2013, повторил абсолютный максимум 1968-го).
| Показатель                                       | Янв. | Фев. | Март | Апр. | Май  | Июнь | Июль | Авг. | Сен. | Окт. | Нояб. | Дек. | Год |
| ------------------------------------------------ | ---- | ---- | ---- | ---- | ---- | ---- | ---- | ---- | ---- | ---- | ----- | ---- | --- |
| Средняя температура, °C                          | −3,2 | −2,5 | 1,1  | 6,1  | 11,8 | 15,5 | 17,1 | 16,7 | 12,8 | 8,3  | 3,4   | −0,6 | 7,2 |
| Источник: Северо-Евразийский Климатический Центр |      |      |      |      |      |      |      |      |      |      |       |      |     |

| Показатель                                        | Янв. | Фев. | Март | Апр. | Май  | Июнь | Июль | Авг. | Сен. | Окт. | Нояб. | Дек. | Год |
| ------------------------------------------------- | ---- | ---- | ---- | ---- | ---- | ---- | ---- | ---- | ---- | ---- | ----- | ---- | --- |
| Средняя температура, °C                           | −1,9 | −1,4 | 1,7  | 6,6  | 12,1 | 15,4 | 17,4 | 17,1 | 12,7 | 8,2  | 3,1   | −0,1 | 7,6 |
| Источник: Погода и климат (данные заархивированы) |      |      |      |      |      |      |      |      |      |      |       |      |     |

| Показатель                | Янв. | Фев. | Март | Апр. | Май  | Июнь | Июль | Авг. | Сен. | Окт. | Нояб. | Дек. | Год |
| ------------------------- | ---- | ---- | ---- | ---- | ---- | ---- | ---- | ---- | ---- | ---- | ----- | ---- | --- |
| Средняя температура, °C   | −1,5 | −1,1 | 2,0  | 7,3  | 12,5 | 15,5 | 18,1 | 17,6 | 13,1 | 8,4  | 3,3   | −0,3 | 7,9 |
| Источник: Погода и климат |      |      |      |      |      |      |      |      |      |      |       |      |     |

| Показатель              | Янв. | Фев. | Март | Апр. | Май  | Июнь | Июль | Авг. | Сен. | Окт. | Нояб. | Дек. | Год |
| ----------------------- | ---- | ---- | ---- | ---- | ---- | ---- | ---- | ---- | ---- | ---- | ----- | ---- | --- |
| Средняя температура, °C | −1,2 | −0,6 | 2,4  | 7,9  | 12,7 | 16,1 | 18,5 | 18,1 | 13,5 | 8,4  | 3,9   | 0,4  | 8,3 |

| Температурные рекорды по месяцам, °C Архивная копия от 29 июня 2013 на Wayback Machine | Температурные рекорды по месяцам, °C Архивная копия от 29 июня 2013 на Wayback Machine | Температурные рекорды по месяцам, °C Архивная копия от 29 июня 2013 на Wayback Machine | Температурные рекорды по месяцам, °C Архивная копия от 29 июня 2013 на Wayback Machine | Температурные рекорды по месяцам, °C Архивная копия от 29 июня 2013 на Wayback Machine | Температурные рекорды по месяцам, °C Архивная копия от 29 июня 2013 на Wayback Machine |
| Месяц                                                                                  | Норма                                                                                  | Самый тёплый                                                                           | Самый холодный                                                                         | Абс максимум                                                                           | Абс минимум                                                                            |
| Январь                                                                                 | −3,2                                                                                   | 3,9 (2020)                                                                             | −13,7 (1987)                                                                           | 14,9 (2023)                                                                            | −32,5 (1956)                                                                           |
| Февраль                                                                                | −2,5                                                                                   | 5,3 (1990)                                                                             | −12,5 (1947)                                                                           | 16,9 (2021)                                                                            | −33,3 (1956)                                                                           |
| Март                                                                                   | 1,1                                                                                    | 6,2 (1990)                                                                             | −4,2 (1952)                                                                            | 23,0 (1968)                                                                            | −21,7 (1965)                                                                           |
| Апрель                                                                                 | 6,1                                                                                    | 11,0 (2000)                                                                            | 3,2 (1955)                                                                             | 28,8 (2025)                                                                            | −5,8 (2013)                                                                            |
| Май                                                                                    | 11,8                                                                                   | 16,4 (2018)                                                                            | 8,6 (1980)                                                                             | 30,6 (1983)                                                                            | −3,1 (1971, 1978)                                                                      |
| Июнь                                                                                   | 15,5                                                                                   | 20,5 (2019)                                                                            | 13,6 (1955,62)                                                                         | 34,0 (2019)                                                                            | 0,7 (1951)                                                                             |
| Июль                                                                                   | 17,1                                                                                   | 21,3 (2021)                                                                            | 14,6 (1979)                                                                            | 36,3 (1994)                                                                            | 4,5 (1950)                                                                             |
| Август                                                                                 | 16,7                                                                                   | 20,7 (2002,2022)                                                                       | 14,2 (1956)                                                                            | 36,5 (1992)                                                                            | 1,6 (1952)                                                                             |
| Сентябрь                                                                               | 12,8                                                                                   | 17,0 (2023)                                                                            | 10,6 (1986)                                                                            | 33,8 (2015)                                                                            | −2,0 (1996)                                                                            |
| Октябрь                                                                                | 8,3                                                                                    | 11,0 (1967, 2000)                                                                      | 4,9 (1976)                                                                             | 26,4 (1966)                                                                            | −11,2 (1956)                                                                           |
| Ноябрь                                                                                 | 3,4                                                                                    | 6,7 (1978)                                                                             | −2,9 (1998)                                                                            | 19,4 (1968)                                                                            | −18,7 (1998)                                                                           |
| Декабрь                                                                                | −0,6                                                                                   | 5,9 (2006)                                                                             | −9,0 (1969)                                                                            | 13,3 (2006)                                                                            | −25,6 (1969)                                                                           |
| -------------------------------------------------------------------------------------- | -------------------------------------------------------------------------------------- | -------------------------------------------------------------------------------------- | -------------------------------------------------------------------------------------- | -------------------------------------------------------------------------------------- | -------------------------------------------------------------------------------------- |

Нормы приведены за 1961-1990 гг. 9 из 12 (3/4) рекордных тёплых месяцев приходятся на последние 30 лет (с 1990 г.), и более половины от общего числа (7 месяцев) — на новое тысячелетие. Тогда как почти все рекордно холодные отмечались до 1987 г., и только один (ноябрь 1998 г.) случился в последние десятилетия, в годы существенного роста среднегодовой температуры.
| Климат в новом тысячелетии (2001—н. в.) | Климат в новом тысячелетии (2001—н. в.) | Климат в новом тысячелетии (2001—н. в.) | Климат в новом тысячелетии (2001—н. в.) | Климат в новом тысячелетии (2001—н. в.) | Климат в новом тысячелетии (2001—н. в.) | Климат в новом тысячелетии (2001—н. в.) | Климат в новом тысячелетии (2001—н. в.) | Климат в новом тысячелетии (2001—н. в.) | Климат в новом тысячелетии (2001—н. в.) | Климат в новом тысячелетии (2001—н. в.) | Климат в новом тысячелетии (2001—н. в.) | Климат в новом тысячелетии (2001—н. в.) | Климат в новом тысячелетии (2001—н. в.) | Климат в новом тысячелетии (2001—н. в.) | Климат в новом тысячелетии (2001—н. в.) | Климат в новом тысячелетии (2001—н. в.) | Климат в новом тысячелетии (2001—н. в.) | Климат в новом тысячелетии (2001—н. в.) |
| месяц/год                               | Янв                                     | Фев                                     | Мар                                     | Апр                                     | Май                                     | Июн                                     | Июл                                     | Авг                                     | Сен                                     | Окт                                     | Ноя                                     | Дек                                     | Год                                     | откл от нормы (1971—2000)               | абс мин                                 | абс макс                                | мин ср/сут                              | макс ср/сут                             |
| 2001, °C                                | 0,1                                     | −0,9                                    | 1,2                                     | 7,6                                     | 12,4                                    | 14,1                                    | 20,2                                    | 18,2                                    | 12,1                                    | 10,4                                    | 3,4                                     | −2,6                                    | 8,1                                     | +0,5                                    | −18,5                                   | 32,2                                    | −13,8                                   | 24,8                                    |
| 2002, °C                                | 0,6                                     | 3,7                                     | 4,0                                     | 8,1                                     | 16,2                                    | 16,7                                    | 19,5                                    | 20,7                                    | 13,7                                    | 6,4                                     | 3,1                                     | −5,6                                    | 8,9                                     | +1,3                                    | −21,1                                   | 32,7                                    | −17,8                                   | 26,2                                    |
| 2003, °C                                | −3,2                                    | −3,9                                    | 1,8                                     | 6,0                                     | 13,4                                    | 16,2                                    | 19,9                                    | 18,0                                    | 13,8                                    | 5,7                                     | 5,1                                     | 2,4                                     | 8,0                                     | +0,4                                    | −27,4                                   | 31,9                                    | −22,6                                   | 24,8                                    |
| 2004, °C                                | −5,7                                    | 0,2                                     | 2,6                                     | 7,7                                     | 11,3                                    | 14,4                                    | 16,4                                    | 18,6                                    | 13,7                                    | 9,2                                     | 3,4                                     | 2,6                                     | 7,9                                     | +0,3                                    | −20,4                                   | 28,5                                    | −15,9                                   | 22,9                                    |
| 2005, °C                                | 1,5                                     | −3,0                                    | −1,0                                    | 7,5                                     | 12,0                                    | 15,0                                    | 19,2                                    | 16,7                                    | 15,0                                    | 8,6                                     | 3,9                                     | −0,1                                    | 8,0                                     | +0,4                                    | −14,0                                   | 30,3                                    | −10,0                                   | 23,7                                    |
| 2006, °C                                | −6,6                                    | −2,4                                    | −1,2                                    | 7,0                                     | 13,0                                    | 16,3                                    | 21,2                                    | 17,9                                    | 15,4                                    | 10,7                                    | 6,1                                     | 5,9                                     | 8,7                                     | +1,1                                    | −22,8                                   | 33,4                                    | −20,8                                   | 25,6                                    |
| 2007, °C                                | 3,5                                     | −2,6                                    | 5,9                                     | 7,9                                     | 13,6                                    | 17,7                                    | 17,0                                    | 18,5                                    | 13,5                                    | 8,4                                     | 2,4                                     | 2,0                                     | 9,1                                     | +1,5                                    | −14,8                                   | 34,6                                    | −11,3                                   | 25,0                                    |
| 2008, °C                                | 1,2                                     | 3,7                                     | 3,4                                     | 8,2                                     | 12,3                                    | 16,4                                    | 18,3                                    | 17,9                                    | 12,2                                    | 9,5                                     | 4,7                                     | 1,2                                     | 9,1                                     | +1,5                                    | −12,1                                   | 29,0                                    | −9,7                                    | 22,0                                    |
| 2009, °C                                | −1,1                                    | −1,6                                    | 2,0                                     | 9,5                                     | 12,3                                    | 15,0                                    | 18,9                                    | 17,4                                    | 14,5                                    | 6,5                                     | 5,4                                     | −1,2                                    | 8,2                                     | +0,6                                    | −15,9                                   | 30,4                                    | −13,1                                   | 22,9                                    |
| 2010, °C                                | −8,1                                    | −3,0                                    | 2,2                                     | 7,2                                     | 11,8                                    | 16,0                                    | 21,2                                    | 19,4                                    | 12,7                                    | 5,7                                     | 4,3                                     | −6,4                                    | 7,0                                     | −0,6                                    | −20,6                                   | 33,8                                    | −17,1                                   | 26,9                                    |
| 2011, °C                                | −1,1                                    | −5,4                                    | 2,0                                     | 9,0                                     | 12,6                                    | 17,4                                    | 18,5                                    | 17,8                                    | 14,6                                    | 9,0                                     | 4,2                                     | 2,9                                     | 8,5                                     | +0,9                                    | −21,8                                   | 31,0                                    | −14,8                                   | 22,9                                    |
| 2012, °C                                | −1,1                                    | −6,0                                    | 3,3                                     | 7,9                                     | 12,9                                    | 15,0                                    | 18,6                                    | 17,3                                    | 13,8                                    | 8,3                                     | 5,4                                     | −2,9                                    | 7,7                                     | +0,1                                    | −24,7                                   | 32,3                                    | −20,5                                   | 25,0                                    |
| 2013, °C                                | −4,5                                    | −0,5                                    | −2,2                                    | 6,2                                     | 14,9                                    | 17,6                                    | 18,2                                    | 18,0                                    | 12,6                                    | 9,4                                     | 5,9                                     | 3,2                                     | 8,3                                     | +0,7                                    | −18,9                                   | 33,5                                    | −13,1                                   | 24,8                                    |
| 2014, °C                                | −3,8                                    | 1,8                                     | 5,6                                     | 9,6                                     | 13,3                                    | 14,9                                    | 20,9                                    | 18,0                                    | 14,1                                    | 9,0                                     | 4,4                                     | 0,6                                     | 9,1                                     | +1,5                                    | −18,4                                   | 35,5                                    | −15,4                                   | 27,0                                    |
| 2015, °C                                | 1,2                                     | 1,4                                     | 5,3                                     | 7,6                                     | 11,6                                    | 15,0                                    | 17,4                                    | 19,5                                    | 14,1                                    | 6,9                                     | 6,1                                     | 4,5                                     | 9,3                                     | +1,7                                    | −12,1                                   | 34,6                                    | −8,3                                    | 25,9                                    |
| 2016, °C                                | −4,0                                    | 2,8                                     | 3,7                                     | 8,2                                     | 15,0                                    | 17,5                                    | 18,8                                    | 17,5                                    | 14,6                                    | 6,6                                     | 3,6                                     | 2,5                                     | 8,9                                     | +1,3                                    | −17,0                                   | 32,9                                    | −14,3                                   | 25,9                                    |
| 2017, °C                                | −1,6                                    | −0,4                                    | 4,5                                     | 6,2                                     | 12,8                                    | 16,0                                    | 17,0                                    | 17,8                                    | 13,7                                    | 9,4                                     | 5,0                                     | 2,7                                     | 8,6                                     | +1,0                                    | −15,6                                   | 29,9                                    | −12,0                                   | 22,3                                    |
| 2018, °C                                | −0,1                                    | −4,2                                    | −0,7                                    | 10,8                                    | 16,4                                    | 17,5                                    | 20,4                                    | 19,5                                    | 15,1                                    | 9,7                                     | 4,2                                     | 1,4                                     | 9,2                                     | +1,6                                    | −19,0                                   | 31,9                                    | −14,1                                   | 25,4                                    |
| макс,°C                                 | 3,5                                     | 3,7                                     | 5,9                                     | 10,8                                    | 16,4                                    | 17,7                                    | 21,2                                    | 20,7                                    | 15,4                                    | 10,7                                    | 6,1                                     | 5,9                                     | 9,3                                     | +1,7                                    | −12,1                                   | 35,5                                    | −8,3                                    | 27,0                                    |
| мин,°C                                  | −8,2                                    | −6,0                                    | −2,2                                    | 6,0                                     | 11,3                                    | 14,1                                    | 16,4                                    | 16,7                                    | 12,0                                    | 5,7                                     | 2,4                                     | −6,4                                    | 7,0                                     | −0,6                                    | −27,4                                   | 28,5                                    | −22,6                                   | 22,0                                    |
| --------------------------------------- | --------------------------------------- | --------------------------------------- | --------------------------------------- | --------------------------------------- | --------------------------------------- | --------------------------------------- | --------------------------------------- | --------------------------------------- | --------------------------------------- | --------------------------------------- | --------------------------------------- | --------------------------------------- | --------------------------------------- | --------------------------------------- | --------------------------------------- | --------------------------------------- | --------------------------------------- | --------------------------------------- |

| Среднемесячная температура, °C (2001—2018) | Среднемесячная температура, °C (2001—2018) | Среднемесячная температура, °C (2001—2018) | Среднемесячная температура, °C (2001—2018) | Среднемесячная температура, °C (2001—2018) | Среднемесячная температура, °C (2001—2018) | Среднемесячная температура, °C (2001—2018) | Среднемесячная температура, °C (2001—2018) | Среднемесячная температура, °C (2001—2018) | Среднемесячная температура, °C (2001—2018) | Среднемесячная температура, °C (2001—2018) | Среднемесячная температура, °C (2001—2018) | Среднемесячная температура, °C (2001—2018) |
| Янв                                        | Фев                                        | Мар                                        | Апр                                        | Май                                        | Июн                                        | Июл                                        | Авг                                        | Сен                                        | Окт                                        | Ноя                                        | Дек                                        | Год                                        |
| −1,8                                       | −1,1                                       | 2,4                                        | 7,9                                        | 13,2                                       | 16,0                                       | 19,0                                       | 18,3                                       | 13,8                                       | 8,3                                        | 4,5                                        | 0,7                                        | 8,5                                        |
| ------------------------------------------ | ------------------------------------------ | ------------------------------------------ | ------------------------------------------ | ------------------------------------------ | ------------------------------------------ | ------------------------------------------ | ------------------------------------------ | ------------------------------------------ | ------------------------------------------ | ------------------------------------------ | ------------------------------------------ | ------------------------------------------ |

Показательно, что на новое тысячелетие пришлись все самые теплые сезоны за время метеонаблюдений 1947—2024 (весна, лето, осень и зима), также лето 2002 года и лето 2010 года в этом ранжировании занимают второе и третье места (+19,0 и +18.9 соответственно), весна 2014 вторая самая теплая (+9.5), а зима сезона 2006—2007 по теплу является третьей (средняя +2.4). Причем тройка самых теплых лет приходится за последнее шестилетие (2019-2024).
| Экстремальные сезоны за период 1947—2024, °C | Экстремальные сезоны за период 1947—2024, °C | Экстремальные сезоны за период 1947—2024, °C | Экстремальные сезоны за период 1947—2024, °C | Экстремальные сезоны за период 1947—2024, °C |
| Сезон                                        | Самый тёплый                                 | Год                                          | Самый холодный                               | Год                                          |
| Зима                                         | +3,8                                         | 2019/20                                      | −8,1                                         | 1969/70                                      |
| Весна                                        | +10,1                                        | 2024                                         | +3,6                                         | 1955                                         |
| Лето                                         | +19,1                                        | 2018                                         | +14,7                                        | 1962                                         |
| Осень                                        | +10,8                                        | 2006                                         | +5,3                                         | 1993                                         |
| -------------------------------------------- | -------------------------------------------- | -------------------------------------------- | -------------------------------------------- | -------------------------------------------- |

| Топ-3 экстремальных лет за период 1947—2024, °C | Топ-3 экстремальных лет за период 1947—2024, °C | Топ-3 экстремальных лет за период 1947—2024, °C | Топ-3 экстремальных лет за период 1947—2024, °C | Топ-3 экстремальных лет за период 1947—2024, °C |
| Место                                           | Самый тёплый                                    | Год                                             | Самый холодный                                  | Год                                             |
| 1                                               | +10,2                                           | 2024                                            | +5,6                                            | 1987                                            |
| 2                                               | +9,9                                            | 2020                                            | +5,6                                            | 1956                                            |
| 3                                               | +9,8                                            | 2019                                            | +5,8                                            | 1969                                            |
| ----------------------------------------------- | ----------------------------------------------- | ----------------------------------------------- | ----------------------------------------------- | ----------------------------------------------- |

На конец XX — начало XXI века приходится множество температурных максимумов, в то время как температурных минимумов в последнее время почти не наблюдается. Участились также засушливые месяцы и месяцы с обильным количеством осадков.
| Суточные температурные рекорды  | Суточные температурные рекорды  |
| Максимумы                       | Минимумы                        |
| ------------------------------- | ------------------------------- |
| +36,5 °C (10 августа 1992 года) | −33,3 °C (1 февраля 1956 года)  |
| +36,3 °C (30 июля 1994 года)    | −32,5 °C (31 января 1956 года)  |
| +35,5 °C (4 августа 2014 года)  | −30,4 °C (8 февраля 1956 года)  |
| +35,3 °C (29 июля 1994 года)    | −30,1 °C (11 января 1950 года)  |
| +35,0 °C (3 августа 2014 года)  | −29,0 °C (12 января 1950 года)  |
| +34,7 °C (12 июля 1959 года)    | −28,9 °C (4 января 1979 года)   |
| +34,6 °C (31 июля 1994 года)    | −27,7 °C (29 января 1987 года)  |
| +34,6 °C (17 июля 2007 года)    | −27,4 °C (7 января 2003 года)   |
| +34,6 °C (8 августа 2015 года)  | −27,2 °C (8 января 1987 года)   |
| +34,3 °C (29 июля 2014 года)    | −26,9 °C (18 января 1963 года)  |
| +34,0 °C (10 июля 1959 года)    | −26,7 °C (10 января 1950 года)  |
| +34,0 °C (28 июля 1994 года)    | −26,3 °C (9 февраля 1956 года)  |
| +34,0 °C (12 июня 2019 года)    | −26,2 °C (11 февраля 1956 года) |
| +33,8 °C (1 сентября 2015 года) | −26,1 °C (19 января 1963 года)  |
| +33,8 °C (16 августа 1989 года) | −26,1 °C (3 января 1979 года)   |
| +33,8 °C (17 июля 2010 года)    | −26,0 °C (30 января 1956 года)  |
| +33,7 °C (25 июля 1963 года)    | −25,6 °C (31 декабря 1969 года) |

| Рекорды осадков по месяцам  | Рекорды осадков по месяцам |
| Максимумы                   | Минимумы                   |
| --------------------------- | -------------------------- |
| 240 мм (август 1957 года)   | 1 мм (апрель 2009 года)    |
| 225 мм (октябрь 1974 года)  | 2 мм (февраль 1972 года)   |
| 214 мм (июль 2011 года)     | 2 мм (август 2002 года)    |
| 188 мм (ноябрь 1970 года)   | 4 мм (март 2011 года)      |
| 167 мм (январь 2007 года)   | 6 мм (декабрь 1968 года)   |
| 166 мм (сентябрь 1978 года) | 7 мм (июнь 1969 года)      |
| 157 мм (июнь 1981 года)     | 7 мм (май 1978 года)       |
| 144 мм (декабрь 1967 года)  | 9 мм (октябрь 1951 года)   |
| 137 мм (май 2007 года)      | 9 мм (январь 1997 года)    |
| 113 мм (март 1994 года)     | 10 мм (июль 1994 года)     |
| 109 мм (февраль 1958 года)  | 13 мм (сентябрь 2005 года) |
| 91 мм (апрель 1950 года)    | 16 мм (ноябрь 1959 года)   |

| Экстремумы по осадкам Архивная копия от 29 июня 2013 на Wayback Machine | Экстремумы по осадкам Архивная копия от 29 июня 2013 на Wayback Machine | Экстремумы по осадкам Архивная копия от 29 июня 2013 на Wayback Machine | Экстремумы по осадкам Архивная копия от 29 июня 2013 на Wayback Machine | Экстремумы по осадкам Архивная копия от 29 июня 2013 на Wayback Machine | Экстремумы по осадкам Архивная копия от 29 июня 2013 на Wayback Machine |
| Месяц                                                                   | Норма (1981—2010)                                                       | Абс минимум, мм                                                         | Год                                                                     | Абс максимум, мм                                                        | Год                                                                     |
| Январь                                                                  | 68                                                                      | 9                                                                       | 1997                                                                    | 167                                                                     | 2007                                                                    |
| Февраль                                                                 | 49                                                                      | 2                                                                       | 1972                                                                    | 109                                                                     | 1958                                                                    |
| Март                                                                    | 52                                                                      | 0,4                                                                     | 2022                                                                    | 113                                                                     | 1994                                                                    |
| Апрель                                                                  | 36                                                                      | 1                                                                       | 2009                                                                    | 91                                                                      | 1950                                                                    |
| Май                                                                     | 54                                                                      | 3                                                                       | 2023                                                                    | 137                                                                     | 2007                                                                    |
| Июнь                                                                    | 79                                                                      | 7                                                                       | 1969                                                                    | 157                                                                     | 1981                                                                    |
| Июль                                                                    | 77                                                                      | 10                                                                      | 1994                                                                    | 214                                                                     | 2011                                                                    |
| Август                                                                  | 97                                                                      | 2                                                                       | 2002                                                                    | 240                                                                     | 1957                                                                    |
| Сентябрь                                                                | 74                                                                      | 13                                                                      | 2005                                                                    | 166                                                                     | 1978                                                                    |
| Октябрь                                                                 | 82                                                                      | 9                                                                       | 1951                                                                    | 225                                                                     | 1974                                                                    |
| Ноябрь                                                                  | 83                                                                      | 16                                                                      | 1959                                                                    | 188                                                                     | 1970                                                                    |
| Декабрь                                                                 | 73                                                                      | 6                                                                       | 1968                                                                    | 144                                                                     | 1967                                                                    |
| Год                                                                     | 824                                                                     | 481                                                                     | 1964                                                                    | 1214                                                                    | 2007                                                                    |
| ----------------------------------------------------------------------- | ----------------------------------------------------------------------- | ----------------------------------------------------------------------- | ----------------------------------------------------------------------- | ----------------------------------------------------------------------- | ----------------------------------------------------------------------- |

Топ-10 самых экстремальных суточных рекордов за 1947—2018 (метеостанция г. Калининград)
| Место | Самый жаркий день, °C | Дата установления    | Самый холодный день, °C | Дата установления   |
| ----- | --------------------- | -------------------- | ----------------------- | ------------------- |
| 1     | 36,5                  | 10 августа 1992 года | −33,3                   | 1 февраля 1956 года |
| 2     | 36,3                  | 30 июля 1994 года    | −32,5                   | 31 января 1956 года |
| 3     | 35,5                  | 4 августа 2014 года  | −30,4                   | 8 февраля 1956 года |
| 4     | 35,3                  | 29 июля 1994 года    | −30,1                   | 11 января 1950 года |
| 5     | 35,0                  | 3 августа 2014 года  | −29,0                   | 12 января 1950 года |
| 6     | 34,7                  | 12 июля 1959 года    | −28,9                   | 4 января 1979 года  |
| 7     | 34,6                  | 31 июля 1994 года    | −27,7                   | 29 января 1987 года |
| 8     | 34,6                  | 17 июля 2007 года    | −27,4                   | 7 января 2003 года  |
| 9     | 34,6                  | 8 августа 2015 года  | −27,2                   | 8 января 1987 года  |
| 10    | 34,4                  | 15 августа 2023 года | −26,9                   | 18 января 1963 года |